# ماروین پیرینگر
ماروین پیرینگر (انگلیسی: Marvin Pieringer؛ زادهٔ ۴ اکتبر ۱۹۹۹) بازیکن فوتبال اهل آلمان است.